# 佩雷胡德
50°26′58″N 31°1′55″E / 50.44944°N 31.03194°E
佩雷胡德（烏克蘭語：Перегуди）是位於烏克蘭北部的村莊，由基辅州鲍里斯皮尔区的鲍里斯皮尔市镇負責管轄。該村始建於1639年，面積1.1平方公里，海拔高度106米，2001年人口223。